# Semaeopus fusilinea
Semaeopus fusilinea är en fjärilsart som beskrevs av Paul Dognin 1909. Semaeopus fusilinea ingår i släktet Semaeopus och familjen mätare. Inga underarter finns listade i Catalogue of Life.